# クリープ断層

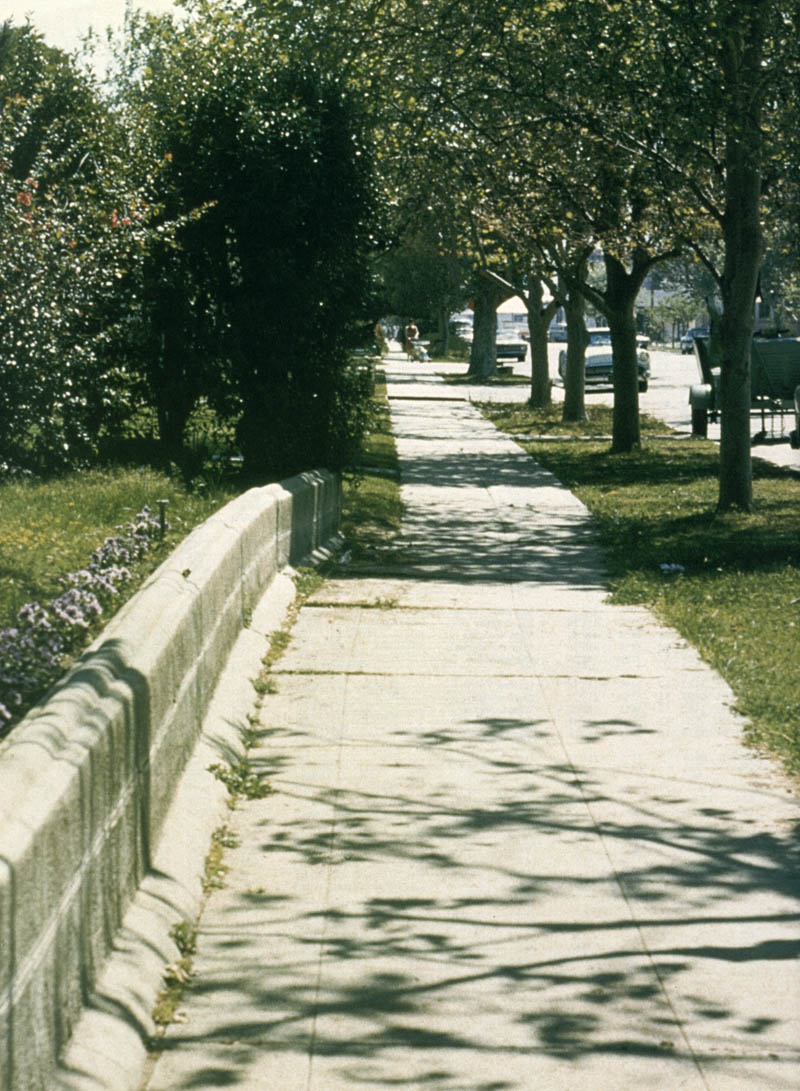
歩道の「ずれ」として現れたホリスターのクリープ断層

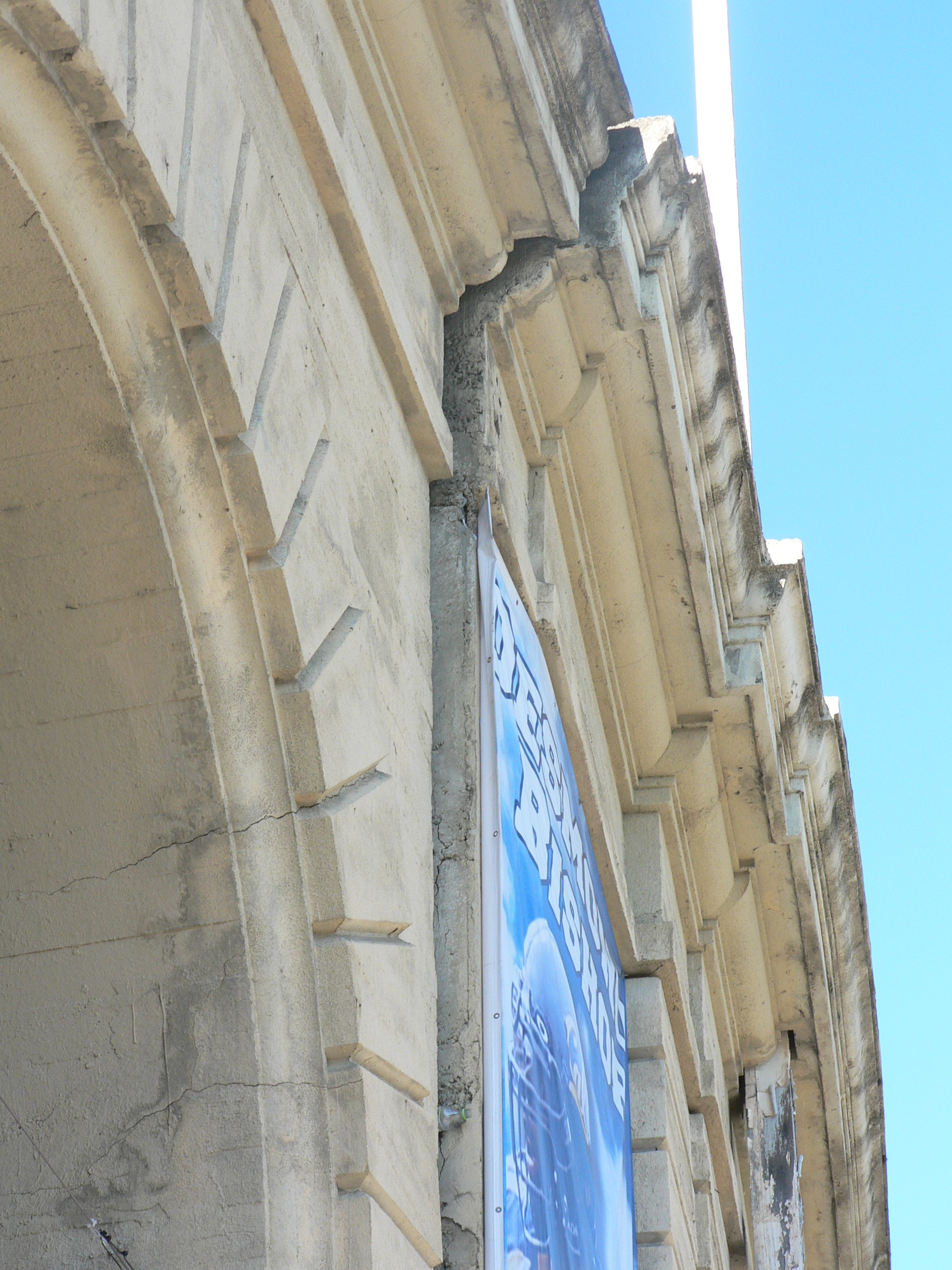
カリフォルニア大学バークレー校のCalifornia Memorial Stadium（カリフォルニア記念スタジアム）。ヘイワード断層がスタジアムを縦断しており、写真中央（垂れ幕の左）で外壁がずれている。

クリープ断層（クリープだんそう, 英: creep fault）とは、急激に大規模な運動（地震）を起こす一般的な断層とは異なり、非地震性の非常にゆっくりとしたすべりを継続して起こす断層のこと。こういったすべりのことを非地震性クリープ(aseismic creep)という。
世界的にも例が少なく珍しいタイプの断層である。アメリカ・カリフォルニア州中部のホリスターが最も有名である。ホリスターのクリープ断層はサンアンドレアス断層系に属するカラヴェラス断層 (Calaveras fault) の1部分であり、右横ずれである。断層の直上にある地表では、微小なクラック（割れ目）帯を境に常に一定の速度で地面がずれている。道路や庭先の通路、地面などには微小なクラックがあって、年数の経った建造物では、例えば縁石が割れてずれたり、建造物がわずかに割れてずれたりしており、容易に観察できる。
また、同じくカリフォルニア州中部のバークレー市では、町を縦断するヘイワード断層がクリープ断層でありその活動をみることができる。ただし、ヘイワード断層は地表の活動度が本来の地下での変位量よりも少なく、地震が発生する可能性が高いとされている。